# Резолюции Совета Безопасности ООН 601—700
Это список резолюций Совета Безопасности ООН с 601 по 700, принятых в период с 30 октября 1987 г. по 17 июня 1991 г.
| Резолюция | Дата             | Голосование                                                        | Вопрос |
| --------- | ---------------- | ------------------------------------------------------------------ | --- |
| 601       | 30 октября 1987  | 14–0–1 (воздержались: США)                                         | Осуждает продолжающуюся оккупацию Намибии Южной Африкой                                                       |
| 602       | 25 ноября 1987   | 15–0–0                                                             | Нападение ЮАР на Анголу                                                                                       |
| 603       | 25 ноября 1987   | 15–0–0                                                             | Продлевает мандат Сил ООН по наблюдению за разъединением                                                      |
| 604       | 14 декабря 1987  | 15–0–0                                                             | Продлён мандат Вооружённых сил ООН по поддержанию мира на Кипре                                               |
| 605       | 22 декабря 1987  | 14–0–1 (воздержались: США)                                         | Практика на оккупированных Израилем территориях                                                               |
| 606       | 23 декабря 1987  | 15–0–0                                                             | Оккупация юга Анголы южноафриканскими войсками                                                                |
| 607       | 5 января 1988    | 15–0–0                                                             | Депортация палестинцев на оккупированные территории                                                           |
| 608       | 14 января 1988   | 14–0–1 (воздержались: США)                                         | Депортация палестинцев на оккупированные территории                                                           |
| 609       | 29 января 1988   | 15–0–0                                                             | Продлён мандат Временных сил ООН в Ливане                                                                     |
| 610       | 16 марта 1988    | 15–0–0                                                             | Вынесенный смертный приговор Шарпевильской шестёрке в Южной Африке                                            |
| 611       | 25 апреля 1988   | 14–0–1 (воздержались: США)                                         | Убийство Халиля аль-Вазира в Тунисе                                                                           |
| 612       | 9 мая 1988       | 15–0–0                                                             | Применение химического оружия в ирано-иракской войне                                                          |
| 613       | 31 мая 1988      | 15–0–0                                                             | Продлевает мандат Сил ООН по наблюдению за разъединением                                                      |
| 614       | 15 июня 1988     | 15–0–0                                                             | Продлён мандат Вооружённых сил ООН по поддержанию мира на Кипре                                               |
| 615       | 17 июня 1988     | 15–0–0                                                             | Вынесенный смертный приговор Шарпевильской шестёрке в Южной Африке                                            |
| 616       | 20 июля 1988     | 15–0–0                                                             | Санкционирует ИКАО расследование катастрофы A300 над Персидским заливом.                                      |
| 617       | 29 июля 1988     | 15–0–0                                                             | Продлён мандат Временных сил ООН в Ливане                                                                     |
| 618       | 29 июля 1988     | 15–0–0                                                             | Похищение подполковника Уильяма Р. Хиггинса в Ливане                                                          |
| 619       | 9 августа 1988   | 15–0–0                                                             | Учреждает Ирано-иракскую группу военных наблюдателей ООН.                                                     |
| 620       | 26 августа 1988  | 15–0–0                                                             | Применение химического оружия в ирано-иракской войне                                                          |
| 621       | 20 сентября 1988 | 15–0–0                                                             | Назначение спецпредставителя по Западной Сахаре                                                               |
| 622       | 31 октября 1988  | 15–0–0                                                             | Подтверждает создание Миссии добрых услуг ООН в Афганистане и Пакистане .                                     |
| 623       | 23 ноября 1988   | 13–0–2 (воздержались: Великобритания, США)                         | Смертный приговор активисту движения против апартеида Полу Тефо Сетлабе в Южной Африке                        |
| 624       | 30 ноября 1988   | 15–0–0                                                             | Продлевает мандат Сил ООН по наблюдению за разъединением                                                      |
| 625       | 15 декабря 1988  | 15–0–0                                                             | Продлён мандат Вооружённых сил ООН по поддержанию мира на Кипре                                               |
| 626       | 20 декабря 1988  | 15–0–0                                                             | Учреждает Контрольную миссию ООН в Анголе I.                                                                  |
| 627       | 9 января 1989    | 15–0–0                                                             | Вакансия в Международном Суде ООН                                                                             |
| 628       | 16 января 1989   | 15–0–0                                                             | Приветствует трёхстороннее соглашение, подписанное Анголой, Кубой и Южной Африкой                             |
| 629       | 16 января 1989   | 15–0–0                                                             | Устанавливает 1 апреля 1989 г. как дату выполнения Резолюции 435 о выборах в Намибии.                         |
| 630       | 30 января 1989   | 15–0–0                                                             | Продлён мандат Временных сил ООН в Ливане                                                                     |
| 631       | 8 февраля 1989   | 15–0–0                                                             | Продлевает мандат Ирано-иракской группы военных наблюдателей ООН.                                             |
| 632       | 16 февраля 1989  | 15–0–0                                                             | Доклад Генерального секретаря о плане ООН для Намибии                                                         |
| 633       | 30 мая 1989      | 15–0–0                                                             | Продлевает мандат Сил ООН по наблюдению за разъединением                                                      |
| 634       | 9 июня 1989      | 15–0–0                                                             | Продлён мандат Вооружённых сил ООН по поддержанию мира на Кипре                                               |
| 635       | 14 июня 1989     | 15–0–0                                                             | Призыв к специальной маркировке взрывчатых веществ для предотвращения терроризма против гражданских самолетов |
| 636       | 6 июля 1989      | 14–0–1 (воздержались: США)                                         | Депортация палестинцев с оккупированных территорий                                                            |
| 637       | 27 июля 1989     | 15–0–0                                                             | Участие ООН в продвижении мира в Центральной Америке                                                          |
| 638       | 31 июля 1989     | 15–0–0                                                             | Захваты заложников                                                                                            |
| 639       | 31 июля 1989     | 15–0–0                                                             | Продлён мандат Временных сил ООН в Ливане                                                                     |
| 640       | 29 августа 1989  | 15–0–0                                                             | Требует полного выполнения резолюции 435 (1978) в Намибии.                                                    |
| 641       | 30 августа 1989  | 14–0–1 (воздержались: США)                                         | Депортация палестинцев с оккупированных территорий                                                            |
| 642       | 29 сентября 1989 | 15–0–0                                                             | Продлевает мандат Ирано-иракской группы военных наблюдателей ООН.                                             |
| 643       | 31 октября 1989  | 15–0–0                                                             | Требует полного выполнения резолюции 435 (1978) в Намибии.                                                    |
| 644       | 7 ноября 1989    | 15–0–0                                                             | Учреждает Группу наблюдателей ООН в Центральной Америке.                                                      |
| 645       | 29 ноября 1989   | 15–0–0                                                             | Продлевает мандат Сил ООН по наблюдению за разъединением                                                      |
| 646       | 14 декабря 1989  | 15–0–0                                                             | Продлён мандат Вооружённых сил ООН по поддержанию мира на Кипре                                               |
| 647       | 11 января 1990   | 15–0–0                                                             | Продлевает мандат Миссии добрых услуг ООН в Афганистане и Пакистане                                           |
| 648       | 31 января 1990   | 15–0–0                                                             | Продлён мандат Временных сил ООН в Ливане                                                                     |
| 649       | 12 марта 1990    | 15–0–0                                                             | Подтверждает Резолюцию 367 (1975) в отношении Кипра                                                           |
| 650       | 27 марта 1990    | 15–0–0                                                             | Расширение Группы наблюдателей ООН в Центральной Америке                                                      |
| 651       | 29 марта 1990    | 15–0–0                                                             | Продлевает мандат Ирано-иракской группы военных наблюдателей ООН.                                             |
| 652       | 17 апреля 1990   | 15–0–0                                                             | Приём Республики Намибия в ООН                                                                                |
| 653       | 20 апреля 1990   | 15–0–0                                                             | Добавление задач для Группы наблюдателей ООН в Центральной Америке                                            |
| 654       | 4 мая 1990       | 15–0–0                                                             | Продлевает мандат Группы наблюдателей ООН в Центральной Америке                                               |
| 655       | 31 мая 1990      | 15–0–0                                                             | Продлевает мандат Сил ООН по наблюдению за разъединением                                                      |
| 656       | 8 июня 1990      | 15–0–0                                                             | Расширяет задачи Группы наблюдателей ООН в Центральной Америке.                                               |
| 657       | 15 июня 1990     | 15–0–0                                                             | Продлён мандат Вооружённых сил ООН по поддержанию мира на Кипре                                               |
| 658       | 27 июня 1990     | 15–0–0                                                             | Предлагаемое урегулирование проблемы Западной Сахары                                                          |
| 659       | 31 июля 1990     | 15–0–0                                                             | Продлён мандат Временных сил ООН в Ливане                                                                     |
| 660       | 2 августа 1990   | 14–0–0 (Йемен не участвовал)                                       | Осуждает вторжение Ирака в Кувейт                                                                             |
| 661       | 6 августа 1990   | 13–0–2 (воздержались: Йемен, Куба)                                 | Санкции против Ирака в связи с его вторжением в Кувейт                                                        |
| 662       | 9 августа 1990   | 15–0–0                                                             | Осуждает присоединение Кувейта к Ираку                                                                        |
| 663       | 14 августа 1990  | 15–0–0                                                             | Приём Княжества Лихтенштейн в ООН                                                                             |
| 664       | 18 августа 1990  | 15–0–0                                                             | Требование от Ирака покинуть Кувейт                                                                           |
| 665       | 25 августа 1990  | 15–0–0                                                             | Санкции против Ирака                                                                                          |
| 666       | 13 Сентября 1990 | 13-2-0 (против: Йемен, Куба)                                       | Санкции и гуманитарная помощь в отношении Ирака                                                               |
| 667       | 16 сентября 1990 | 15–0–0                                                             | Осуждает нападения Ирака на иностранный дипломатический персонал                                              |
| 668       | 20 сентября 1990 | 15–0–0                                                             | Одобряет рамки мирного урегулирования в Камбодже                                                              |
| 669       | 24 сентября 1990 | 15–0–0                                                             | Просьбы о помощи, касающиеся Ирака                                                                            |
| 670       | 25 сентября 1990 | 14–1–0 (против: Куба)                                              | Санкции против гражданской авиации в Ираке                                                                    |
| 671       | 27 сентября 1990 | 15–0–0                                                             | Продлевает мандат Ирано-иракской группы военных наблюдателей ООН.                                             |
| 672       | 12 октября 1990  | 15–0–0                                                             | Беспорядки на Храмовой горе                                                                                   |
| 673       | 24 октября 1990  | 15–0–0                                                             | Отказ Израиля принять миссию по расследованию беспорядков на Храмовой горе                                    |
| 674       | 29 октября 1990  | 13–0–2 (воздержались: Йемен, Куба)                                 | Благополучие местных граждан и граждан третьих государств в Ираке и Кувейте                                   |
| 675       | 5 ноября 1990    | 15–0–0                                                             | Продлевает мандат Группы наблюдателей ООН в Центральной Америке                                               |
| 676       | 28 ноября 1990   | 15–0–0                                                             | Продлевает мандат Ирано-иракской группы военных наблюдателей ООН.                                             |
| 677       | 28 ноября 1990   | 15–0–0                                                             | Осуждает Ирак за изменение демографических данных Кувейта                                                     |
| 678       | 29 ноября 1990   | 12–2–1 (против: Йемен, Куба; воздержался: Китай)                   | Разрешает войну в Персидском заливе как средство соблюдения предыдущих резолюций.                             |
| 679       | 30 ноября 1990   | 15–0–0                                                             | Продлевает мандат Сил ООН по наблюдению за разъединением                                                      |
| 680       | 14 декабря 1990  | 14–0–1 (воздержалась: Канада)                                      | Продлён мандат Вооружённых сил ООН по поддержанию мира на Кипре                                               |
| 681       | 20 декабря 1990  | 15–0–0                                                             | Доклад о территориях, оккупированных Израилем                                                                 |
| 682       | 21 декабря 1990  | 15–0–0                                                             | Финансовые расходы Вооружённых сил ООН по поддержанию мира на Кипре                                           |
| 683       | 22 декабря 1990  | 14–1–0 (против: Куба)                                              | Прекращение опеки над Маршалловыми островами и Микронезией.                                                   |
| 684       | 30 января 1991   | 15–0–0                                                             | Продлён мандат Временных сил ООН в Ливане                                                                     |
| 685       | 31 января 1991   | 15–0–0                                                             | Продлевает мандат Ирано-иракской группы военных наблюдателей ООН.                                             |
| 686       | 2 марта 1991     | 11–1–3 (против: Куба; воздержались: Индия, Йемен, Китай)           | Ситуация в Ираке, окончание войны в Персидском заливе                                                         |
| 687       | 3 апреля 1991    | 12–1–2 (против: Куба; воздержались: Йемен, Эквадор)                | Освобождение Кувейта                                                                                          |
| 688       | 5 апреля 1991    | 10–3–2 (против: Зимбабве, Йемен, Куба; воздержались: Индия, Китай) | Требование положить конец диктатуре в Ираке                                                                   |
| 689       | 9 апреля 1991    | 15–0–0                                                             | Учреждает Ирако-кувейтскую миссию ООН по наблюдению.                                                          |
| 690       | 29 апреля 1991   | 15–0–0                                                             | Учреждает Миссию ООН по проведению референдума в Западной Сахаре.                                             |
| 691       | 6 мая 1991       | 15–0–0                                                             | Продлевает мандат Группы наблюдателей ООН в Центральной Америке                                               |
| 692       | 20 мая 1991      | 14–0–1 (воздержалась: Куба)                                        | Учреждает Компенсационную комиссию ООН для Ирака и Кувейта.                                                   |
| 693       | 20 мая 1991      | 15–0–0                                                             | Учреждает Миссию наблюдателей ООН в Сальвадоре.                                                               |
| 694       | 24 мая 1991      | 15–0–0                                                             | Депортация палестинских гражданских лиц Израилем                                                              |
| 695       | 30 мая 1991      | 15–0–0                                                             | Продлевает мандат Сил ООН по наблюдению за разъединением                                                      |
| 696       | 30 мая 1991      | 15–0–0                                                             | Учреждает Контрольную миссию ООН в Анголе II.                                                                 |
| 697       | 14 июня 1991     | 15–0–0                                                             | Продлён мандат Вооружённых сил ООН по поддержанию мира на Кипре                                               |
| 698       | 14 июня 1991     | 15–0–0                                                             | Финансовые расходы Вооружённых сил ООН по поддержанию мира на Кипре                                           |
| 699       | 17 июня 1991     | 15–0–0                                                             | Подтверждает сохраняющиеся полномочия МАГАТЭ и Специальной комиссии в Ираке                                   |
| 700       | 17 июня 1991     | 15–0–0                                                             | Полное осуществление санкций в отношении оружия и связанных с ними санкций против Ирака                       |